# Alita, a harc angyala (manga)
Az Alita, a harc angyala – japánul: Gunnm (銃夢, Ganmu) vagy Hyper Future Vision GUNNM; angolul: Battle Angel Alita – japán sci-fi mangasorozat, amelyet Kisiro Jukito alkotott meg, és eredetileg a Shueisha kiadó Business Jump mangamagazinjában jelent meg 1990 és 1995 között. Kilenc kötetes könyvsorozatban egyaránt kiadták (tankóbon). Itthon a Fumax Kiadó gondozásában lát napvilágot a széria. A műben a kitalált, kiborg címszereplő megpróbáltatásait, útkeresését követhetjük nyomon a világégés utáni távoli jövőben. Az 1993-as anime (OVA) feldolgozás és csupán Japánban megjelenő 1998-as videójáték, Gunnm: Martian Memory mellett 2019-ben élőszereplős mozifilm is készült belőle Robert Rodríguez rendezésében és James Cameron közreműködésével. A mangához spinoff-ok szintén készültek, illetve a történetét évekkel később továbbvitték a Last Order és a Mars Chronicle (ez részben előzmény) alcímű folytatásokban.

## Történet
A sorozat egy posztapokaliptikus és disztópikus jövőben, a 26. század első felében játszódik a Földön, középpontjában Alita – a japán változatban és számos más országban Gally (ガリィ, Garyi) – áll. Zalem, a titokzatos lebegő város zsarnoki felügyelete alatt elterülő roncs- és szeméttelepen Ido, a kiberorvos megtalálja a fiatal kiborglány leszakadt fejét a mellkasával együtt. Hibernált állapotából felébreszti, Alitának nevezi el, gondoskodik róla és új testet ad neki, aki mindeközben emlékezet vesztésben szenved, de később rájön arra, hogy az ősi harcművészet, a Panzer Kunst erejével rendelkezik, ezért fejvadásznak szegődik, majd a motorball nevű brutális gladiátorsport sztárjátékosa és TUNED-ügynök lesz. Nincsen könnyű dolga ebben az igazságtalan világban, mert miközben megpróbál emberinek maradni, meg kell védenie az újdonsült barátait és fel kell fedeznie a múltját, amely egészen a vörös bolygóig nyúlik vissza.

## Médiamegjelenések

### Manga

Az eredeti japán manga logója

A mangasorozat megalkotója (írója és rajzolója) Kisiro Jukito mangaka. Alita (Gally) eredetileg egy kiborg rendőrnőként szerepelt a kiadatlan Rainmaker (Reimeika) című képregényben. A Shueisha kiadónak viszont annyira megtetszett a karakter, hogy egy új történet kértek a főszereplésével. Kisiro miután kitalálta a cselekményt, megbízást kapott a folytatásos sorozat elkészítésére. Munkáját először a Shueisha Business Jump magazinjában publikálták 1990 végén, végül 1995-ben ért véget az eredeti széria. Kilenc tankóbon kötetben is megjelent. Magyarországra a Fumax Kiadó hozta el, és az első kötet hivatalosan 2024. október 15.-én debütált Hornos Dániel fordításában.
| Kötet | Cím                        | Kiadás dátuma        | Oldalszám | ISBN                   |
| ----- | -------------------------- | -------------------- | --------- | ---------------------- |
| 1.    | Rusty Angel (錆びた天使)   | 1991. szeptember 19. | 224       | ISBN 978-4-08-875071-2 |
| 1.    | Rozsdás angyal             | 2024. október 15.    | 224       | ISBN 978-963-470-406-5 |
| 2.    | Iron Maiden (鋼鉄の処女)   | 1992. február 19.    | 216       | ISBN 978-4-08-875072-9 |
| 2.    | Vasszűz                    | 2025. január 13.     | 224       | ISBN 978-963-470-417-1 |
| 3.    | Killing Angel (殺戮の天使) | 1992. július 17.     | 216       | ISBN 978-4-08-875073-6 |
| 3.    | Vérengző angyal            | 2025. március 31.    | 208       | ISBN 978-963-470-418-8 |
| 4.    | Ars Magna (炎の中に立つ男) | 1993. május 19.      | 216       | ISBN 978-4-08-875074-3 |
| 4.    | Ars Magna                  | 2025. június 16.     | 208       | ISBN 978-963-470-419-5 |
| 5.    | Lost Sheep (復讐の季節)    | 1993. szeptember 17. | 216       | ISBN 978-4-08-875075-0 |
| 6.    | Rain Maker (自由への道)    | 1994. január 19.     | 232       | ISBN 978-4-08-875076-7 |
| 7.    | Panzer Bride (機甲花嫁)    | 1994. április 19.    | 232       | ISBN 978-4-08-875077-4 |
| 8.    | War Chronicle (馬借戦記)   | 1994. szeptember 19. | 232       | ISBN 978-4-08-875078-1 |
| 9.    | Conquest (ザレム征服)      | 1995. július 19.     | 264       | ISBN 978-4-08-875079-8 |

A hat kötetes speciális, nagyobb formátumú (B5) kiadása, a Gunnm: Complete Edition (銃夢 完全版) 1998 decemberétől 2000 augusztusáig jelent meg a szigetországban. A manga mellett három rövid történet, kezdeti vázlatok, idővonal és új befejezés kapott benne helyet. Miután az alkotó összekülönbözött a Shueishával, Kisiro 2010 augusztusában a Kodansha kiadóhoz szerződött, amely megszerezte az Alita jogait. Kodansha 2016. október 5. és november 16. között B6 formátumban, majd 2018. november 21-től 2019. február 22-ig A5 formátumban újra kiadta japánul a sorozatot, mindkettő esetben öt kötetben.

#### Spinoff-ok
- Ashen Victor (灰者, Haisha) (1995–1996 / 1998)[28]

Hat évvel az első manga kezdete előtt járunk, és megismerhetjük, hogyan lett ilyen erőszakos, halálos a népszerű motorball sportág. Snev harmadosztályú játékos, aki egykor nagy ígéretnek számított, de brutális balesete óta önpusztítóan viselkedik. Miután kiteszik a csapatából és megölnek egy hozzá közel álló személyt, baljós összeesküvésre bukkan.
- Gunnm: Another Stories (銃夢外伝, Ganmu Gaiden) (1997–2006 / 2007)[29]

Négy rövid történet gyűjteményes kiadása. Időrendi sorrendben: Holy Night, Supersonic Fingers, Hometown, Barjack Rhapsody.

#### Folytatások
- Gunnm: Last Order (銃夢 Last Order, Ganmu Rasuto Ōdā) (2000–2014)

Az eredeti egyenes folytatásában Alita tovább keresi rejtélyes múltjának még feltáratlan részleteit. Közben a Naprendszer kapui kitárulnak új megismerhető bolygókkal, frakciókkal, űrállomásokkal és vérfagyasztó ellenfelekkel.
- Gunnm: Mars Chronicle (銃夢火星戦記, Ganmu Kasei Senki) (2014–)

Az utolsó felvonás két idősík között váltakozik: az első közvetlenül a Last Order után játszódik, míg a másik visszamegy a rég múltba, és Alita gyermekkorát tárja fel. Még nem zárult le.

### OVA
1993-ban látott napvilágot a két epizódból álló anime (OVA) minisorozat. A Gunnm / Battle Angel a manga első két kötetének elemeit tartalmazza, jelentős (karakter, cselekmény) változtatásokkal. Kisirot akkoriban túlságosan lefoglalta a manga, hogy komolyabban foglalkozzon az anime-adaptációval. Mai napig ez az egyetlen ilyen típusú feldolgozása az Alitának, és nem tervezik az újjáélesztését. 2000-ben a Gunnm: Complete Edition utolsó könyvéhez DVD-én mellékeltek egy háromdimenziós grafikával készült háromperces filmklipet. A Gunnm 3D Special (銃夢-3Dスペシャル) a harmadosztályú motorball-bajnokságba enged bepillantást Alitára koncentrálva.

### Videójáték
A Gunnm: Martian Memory (銃夢 ～火星の記憶～, Ganmu Kasei no Kioku) 3D-s környezetben játszódó egyjátékos akció-szerepjáték (ARPG), amelyet 1998-ban adtak ki Japánban PlayStation otthoni videójáték-konzolra. Az első manga feldolgozása, Alita (Gally) történetét követi a zalemi szemétdombtól a TUNED ügynöki karrierjén túlig. A játék olyan sztori elemeket is tartalmaz, amelyeket Kisiro már az eredeti manga 1995-ös befejezésekor kigondolt, de akkor nem tudta megvalósítani. Például, hogy Alita elhagyja a bolygót és a világűrbe utazik. Ez később a Last Order folytatás alapját képezte. A játékmenet többnyire külső nézetes akcióból és karakterinterakcióból áll, de kipróbálhatjuk a versenyjáték-szerű 'rollerball' részeket is. Hivatalosan csak japánul jelent meg, de készült hozzá angol nyelvű rajongói fordítás.

## Fogadtatás

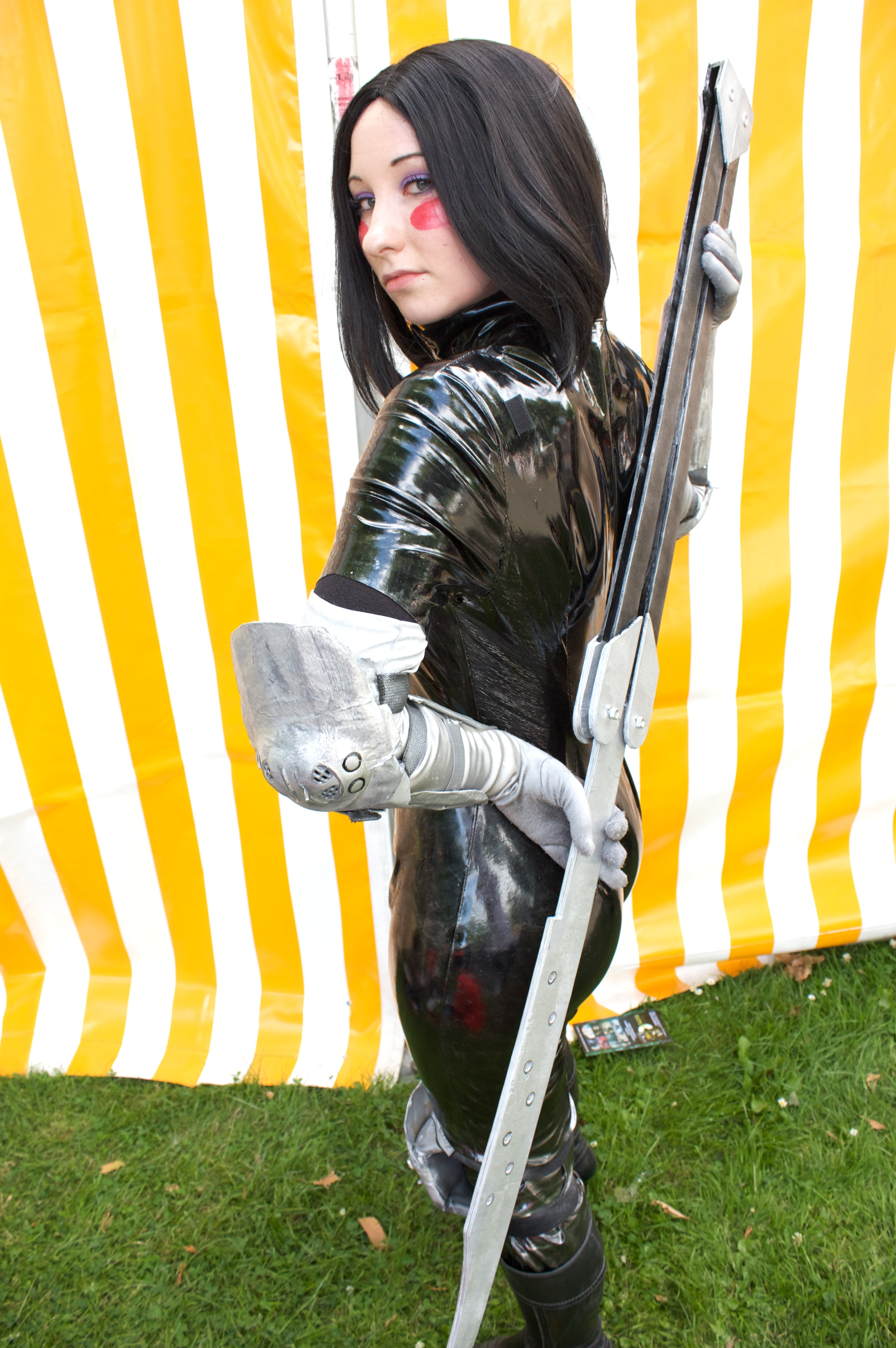
Alita/Gally cosplay (AnimagiC, 2009)

A Gunnm megjelenése alatt a Business Jump eladásai folyamatosan tartották a 700,000 körüli havi eladott példányt, 1994-ben pedig elérte a 760,000-es történelmi rekordot. 1990-től 1995-ig a mangamagazin teljes példányszáma meghaladta az 50 milliót, becsült összbevétele megközelítőleg 10,74 milliárd jen (135 millió dollár) volt. A manga nemcsak anyagilag bizonyult sikeresnek, hanem pozitív fogadtatásban is részesült. Azon sci-fi témájú japán képregények közé tartozik, mint például Akira, Appleseed és Ghost in the Shell, amelyek segítettek meghódítani a szigetországon kívüli közönséget. Ma már klasszikusként tartják számon, és jelentős rajongótáborral rendelkezik.
A MangaLife ismertetőjében Adam Volk a Kisiro Jukito által megalkotott univerzumot „összetettnek és bámulatosan lenyűgözőnek” nevezi. Szerinte az első kötet elolvasása után világossá válik, hogy miért tartják a manga szerzőjét a műfaj mesterének, emellett dicséri a hihető és merész karakterek ötvözését a nagyszámú akcióval, ami igen ritkaság; legyen szó filmről, képregényről vagy tévéműsorról. Végül azzal zárja, hogy az eredeti manga az életről szóló gyönyörű történetek klasszikus példája. Markovics Botond (írói nevén Brandon Hackett) magyar sci-fi-író a világépítés, rajzstílus, karakterek (főleg Alita) és az intenzív motorball arénás részek miatt tartja nagyra az alkotást, továbbá megjegyzi, hogy „erejéből, bájából egy szemernyit sem vesztett az eltelt 30-35 év alatt.” A JapanVisitor értékelésében „lenyűgözően megrajzolt képregény szívvel, középpontjában egy lebilincselően titokzatos történettel”, hozzáteszi, érződik a művön az olyan írók hatása, mint Philip K. Dick (Álmodnak-e az androidok elektronikus bárányokkal?, Szárnyas fejvadász) és Isaac Asimov (Én, a robot).

## Érdekességek
- Kisiro Jukito az Animerica magazinnak adott interjúban elmondta, hogy mi inspirálta a történet megalkotását (Ido doki a szeméttelepen találja meg Alitát a nyitó jelenetben): „Apám különc volt, aki rajongott a homokfutó járgányokkért. Mindig felhasználható alkatrészek után kutatott a roncstelepen. Néha magával vitt... Még mindig szeretek időt tölteni ott.”[40]
- A főhősnő, Gally az Alita nevet az amerikai mangafordítás során kapta a Viz Media jóvoltából. A társfordító, Fred Burke egy babaneveket tartalmazó könyvben fedezte fel.[* 6] Alita az Adelita spanyol név rövidítése, amely az Adelheidis ős-germán névből származik (Adelheid a modern németben). A női név jelentése: nemes természetű, magasztos.[41]
- Jeruzsálem nevéből jön Jeru és Zalem (שָׁלֵם šālēm, „béke/teljesség”) elnevezése.
- Valószínűleg véletlen egybeesés a hasonlóság (név, vörös bolygó) az 1923-as Aëlita – Regény a Marsról című szovjet kisregénnyel. Az 1951-es amerikai feldolgozásban az Alita nevű karaktert Marguerite Chapman játszotta el.[42]
- Guillermo del Toro hívta fel James Cameron figyelmét a mangára, akinek annyira megtetszett, hogy részben inspirációt nyújtott a Sötét angyal cyberpunk sci-fi televíziós sorozatához.[43] Eredetileg maga Cameron rendezte volna a mozifilmes feldolgozást, de végül csupán forgatókönyvíróként és filmproducerként működött közre.
- A Fumax Kiadó ekképpen foglalta össze a magyar kiadás első kötetének egyediségét: „Tartalmazza a nyitó színes oldalakat is a mi kiadásunk, pedig se a japán, se az angol nyelvű eredeti normál kiadásokban ezek nem így szerepelnek, hanem fekete-fehérben.”[44]
- A mangában található rejtett utalások:
  - Első kötet: Robbie (Tiltott bolygó, 1956), VINcent & Maximillian (A fekete lyuk, 1979), Eddie the Head (Iron Maiden kabalafigurája), Robotzsaru (1987-es mozifilm), arctámadó-szerű lény (Alien, 1979)

## Fordítás
- Ez a szócikk részben vagy egészben  a   Battle Angel Alita című angol Wikipédia-szócikk ezen változatának fordításán alapul.  Az eredeti cikk szerkesztőit annak laptörténete sorolja fel. Ez a jelzés csupán a megfogalmazás eredetét és a szerzői jogokat jelzi, nem szolgál a cikkben szereplő információk forrásmegjelöléseként.